# 相生市
相生市（日语：／ Aioi shi */?）是位於日本兵庫縣西南部的一個城市。
主要市區位於相生灣北側的山谷區域，在相生灣西岸則有自1907年即設立的IHI的相生工廠，為本地最主要的產業。

## 人口
| 相生市人口分布圖 |                                               |  |
| 相生市與日本全國年齡別人口分布比較圖 （2005年資料） | 相生市的年齡、男女別人口分布圖 （2005年資料） |  |
| ■紫色是相生市 ■綠色是全国 | ■藍色是男性 ■紅色是女性                       |  |
| 相生市人口變化 \| 1970年 \| 40,657人 \| \| \| 1975年 \| 42,008人 \| \| \| 1980年 \| 41,498人 \| \| \| 1985年 \| 39,868人 \| \| \| 1990年 \| 36,871人 \| \| \| 1995年 \| 36,103人 \| \| \| 2000年 \| 34,320人 \| \| \| 2005年 \| 32,475人 \| \| \| 2010年 \| 31,158人 \| \| \| 2015年 \| 30,129人 \| \| \| 2020年 \| 28,355人 \| \| |                                               |  |
| 資料來源：日本總務省統計中心提供之人口普查數據 |                                               |  |
| 1970年 | 40,657人                                      |  |
| 1975年 | 42,008人                                      |  |
| 1980年 | 41,498人                                      |  |
| 1985年 | 39,868人                                      |  |
| 1990年 | 36,871人                                      |  |
| 1995年 | 36,103人                                      |  |
| 2000年 | 34,320人                                      |  |
| 2005年 | 32,475人                                      |  |
| 2010年 | 31,158人                                      |  |
| 2015年 | 30,129人                                      |  |
| 2020年 | 28,355人                                      |  |

## 歷史
1889年日本實施町村制，設置相生村，隸屬赤穗郡，1913年改制為相生町；1938年併入那波町後於1942年改制為相生市，1954年再併入若狹野村和矢野村，形成現在的相生市的範圍。
在平成大合併期間曾經討論過與相鄰的上郡町合併，但最終未能成案。

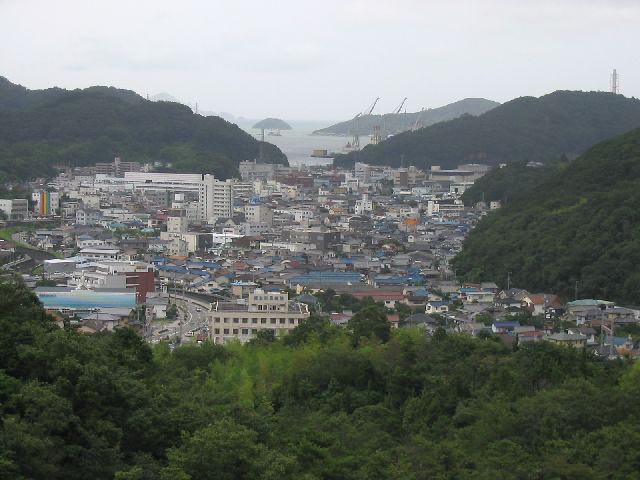
相生市市區

### 變遷表
| 1889年4月1日 | 1889年-1926年       | 1926年-1944年        | 1926年-1944年           | 1926年-1944年        | 1944年-1954年           | 1954年-1989年 | 1989年-現在 | 現在   |
| ------------ | ------------------- | -------------------- | ----------------------- | -------------------- | ----------------------- | ------------- | ----------- | ------ |
| 相生村       | 1913年1月1日 相生町 | 1913年1月1日 相生町  | 1913年1月1日 相生町     | 1942年10月1日 相生市 | 1942年10月1日 相生市    | 相生市        | 相生市      | 相生市 |
| 那波村       | 那波村              | 1931年11月1日 那波町 | 1938年4月1日 併入相生町 | 1942年10月1日 相生市 | 1942年10月1日 相生市    | 相生市        | 相生市      | 相生市 |
| 若狹野村     | 若狹野村            | 若狹野村             | 若狹野村                | 若狹野村             | 1954年8月1日 併入相生市 | 相生市        | 相生市      | 相生市 |
| 矢野村       |                     |                      |                         |                      | 1954年8月1日 併入相生市 | 相生市        | 相生市      | 相生市 |

## 交通

### 鐵路
- 西日本旅客鐵道（JR西日本）
  - 山陽新幹線：（←龍野市） - 相生車站 - （赤穗市→）
  - 山陽本線：（←龍野市） - 相生車站 - （赤穗市→）
  - 赤穗線：相生車站 - 西相生車站 - （赤穗市→）

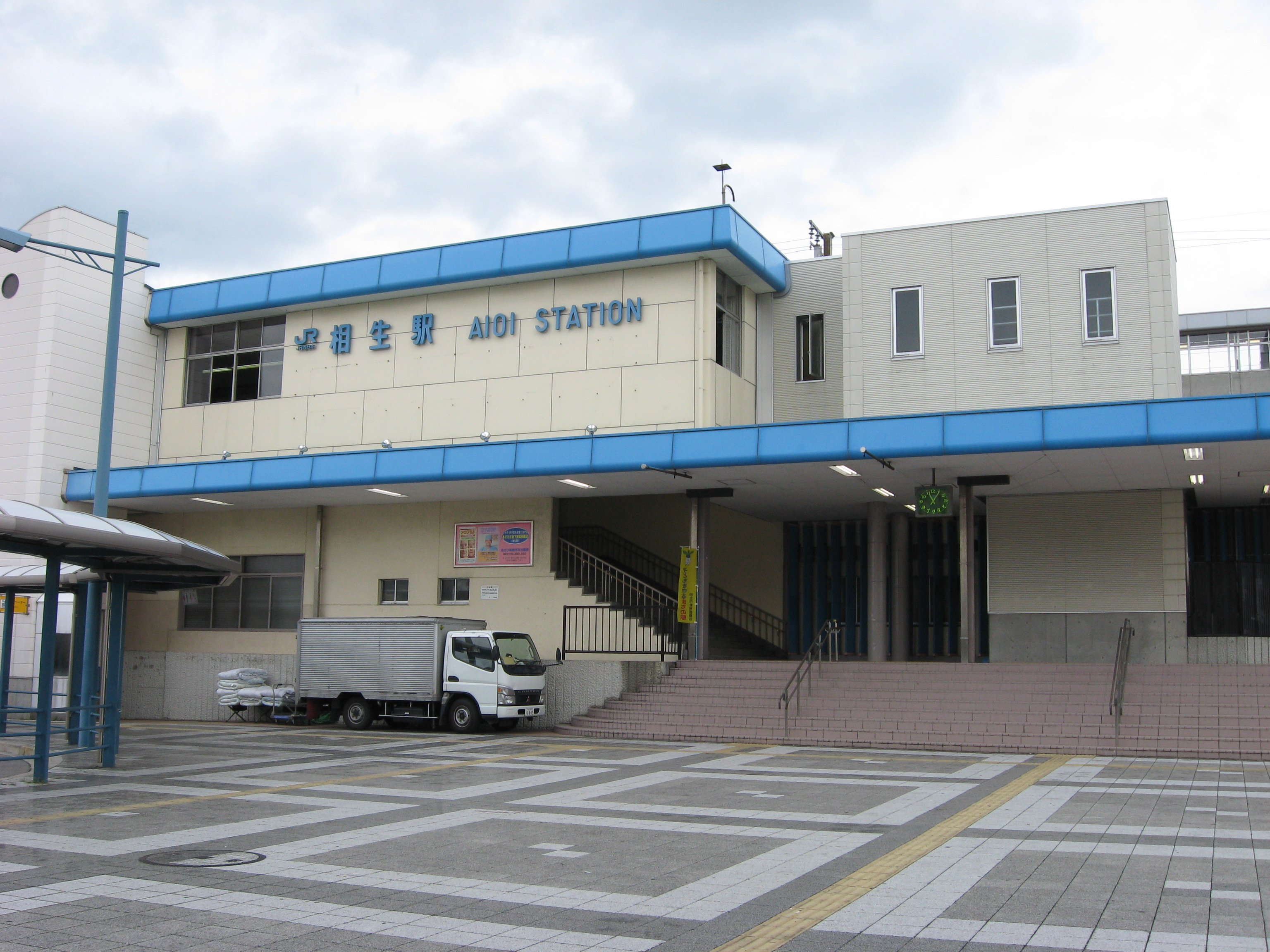
相生車站
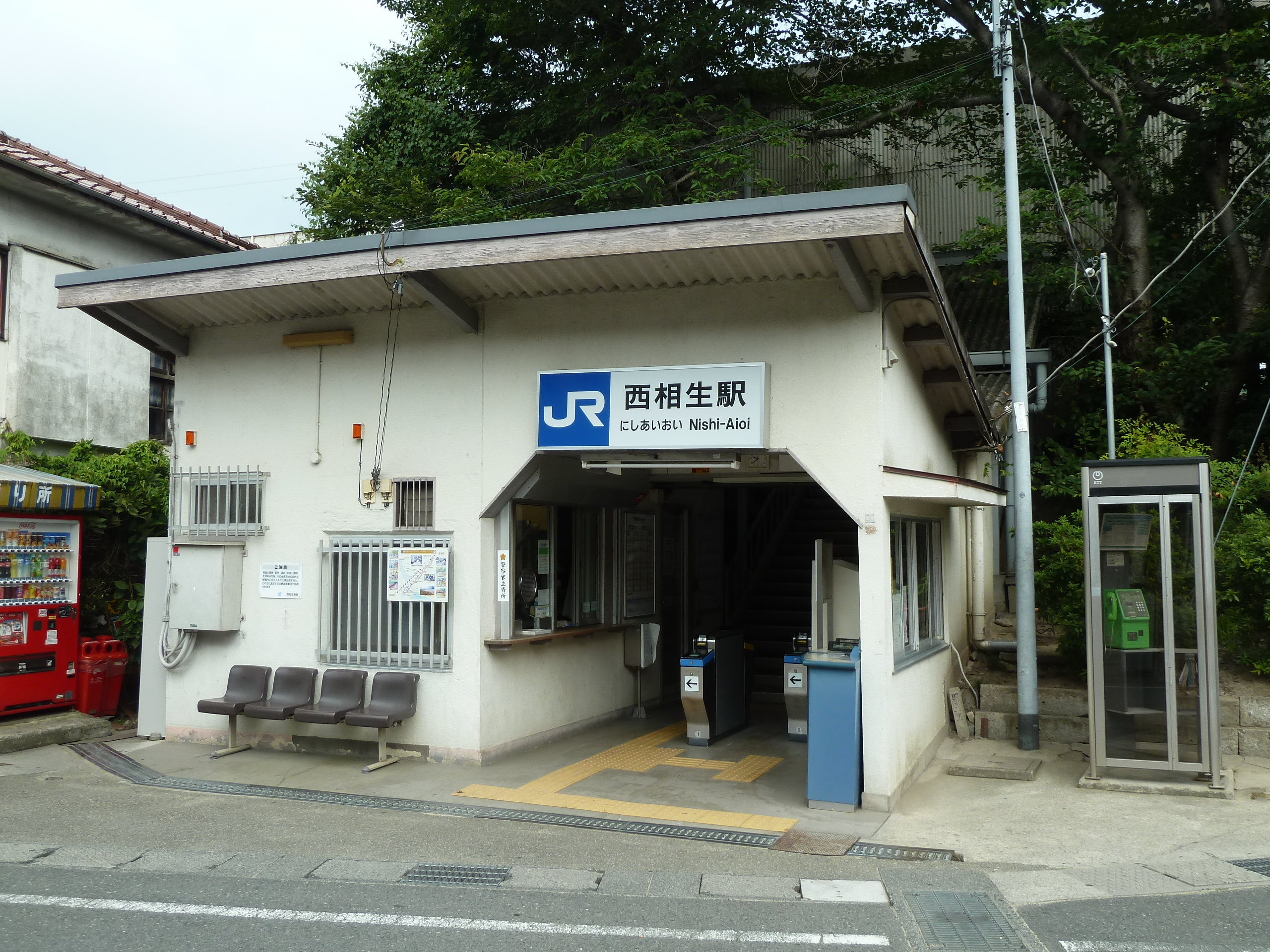
西相生車站

### 公路
高速道路
- 山陽自動車道：（龍野市） - 龍野西交流道 - （赤穗市）
- 播磨自動車道：（龍野市） - （通過轄區內，但未設有交流道） - （龍野市）

國道
- 國道2號、國道250號

## 觀光資源

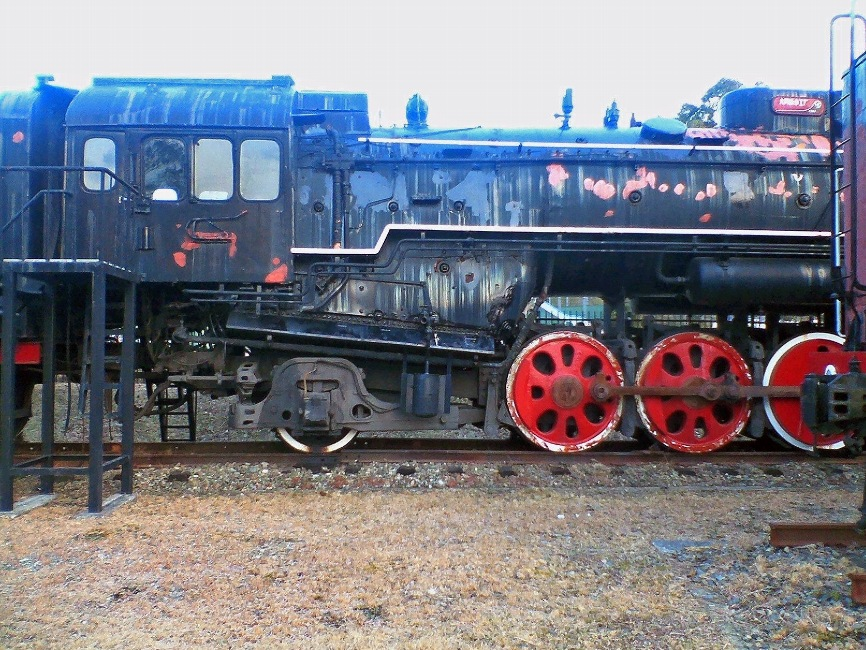
相生中央公園保存的前进型

- 感状山城（日语：感状山城）遺址
- 大嶋城（日语：大嶋城）遺址
- 岩屋谷公園（日语：岩屋谷公園）
- 相生中央公園

## 教育
小學
- 相生市立相生小學校
- 相生市立那波小學校
- 相生市立青葉台小學校
- 相生市立双葉小學校
- 相生市立中央小學校
- 相生市立若狹野小學校
- 相生市立矢野小學校

中學
- 相生市立那波中學校
- 相生市立双葉中學校
- 相生市立矢野川中學校

高等學校
- 兵庫縣立相生高等學校
- 兵庫縣立相生產業高等學校
- 相生學院高等學校

專科
- 相生市護士専科學校

廢校
- 相生市立旭小學校
- 相生市立相生中學校

## 出身有名人
- 竹本健治：推理作家
- 山口壮：政治人物、眾議院議員

## 外部連結
- （日語） 相生市觀光協會